# Parazygiella dispar
Espèce
Synonymes
- Zilla dispar Kulczyński, 1885

Parazygiella dispar est une espèce d'araignées aranéomorphes de la famille des Araneidae.

## Distribution
Cette espèce se rencontre en Russie en Extrême-Orient russe, au Japon, au Canada en Colombie-Britannique et au Yukon et aux États-Unis en Alaska, en Oregon et en Californie,.

## Description
Le mâle décrit par Gertsch en 1964 mesure 7 mm et la femelle 10 mm.

## Systématique et taxinomie
Cette espèce a été décrite sous le protonyme Zilla dispar par Kulczyński en 1885. Elle est placée dans le genre Zygiella par Roewer en 1942, dans le genre Parazygiella par Wunderlich en 2004, dans le genre Zygiella par Gregorič, Agnarsson, Blackledge et Kuntner en 2015 puis dans le genre Parazygiella par  Eskov et Marusik en 2024.

## Publication originale
- Kulczyński, 1885 : « Pająki zebrane na Kamczatce przez Dra B. Dybowskiego. Araneae in Camtschadalia a Dre B. Dybowski collectae. » Pamiętnik Akademii Umiejętności w Krakowie, Wydział Matematyczno-Przyrodniczy, vol. 11, no 4, p. 1-60.